# Hervé Guibert
Hervé Guibert (Saint-Cloud, 14 de dezembro de 1955 - Clamart, 27 de dezembro de 1991) foi um escritor e jornalista francês, autor de contos e romances, alguns dos quais fazem parte do movimento literário denominado autofiction. Amante da fotografia, também é reconhecido pelos seus textos sobre essa arte.

## Biografia
Hervé Guibert nasceu no seio de uma família de classe média do pós II Guerra Mundial. O seu pai era inspetor veterinário, a sua irmã Dominique era cinco anos mais velha, e as suas tias-avós, Suzanne e Louise, marcavam seu universo familiar.
Depois de uma infância no 14º bairro de Paris, Hervé continuou os seus estudos secundários em La Rochelle e fez parte de uma companhia de teatro: "la Comédie de La Rochelle et du Centre-Ouest".
De regresso a Paris, em 1973, foi reprovado no vestibular para o Instituto de Altos Estudos Cinematográficos, tinha então 18 anos.

### Homossexualidade
Três homens ocuparam um lugar importante na sua vida sentimental e na sua obra:
- Thierry Jouno, diretor do centro sociocultural para surdos de Vincennes; conheceram-se em 1976 e será o homem da sua vida;
- Michel Foucault, famoso após a publicação do seu primeiro livro La Mort Propagande, em 1977, cuja agonia e morte Guibert descreve no livro À l'ami qui ne m'a pas sauvé la vie;
- Vincent M., um adolescente de dezessete anos que conheceu em 1982 e serviu de inspiração para o seu romance Fou de Vincent.

Hervé Guibert também mantém uma relação epistolar com Roland Barthes, que é interrompida quando este pede relações íntimas em troca de um texto.
Amigo do fotógrafo Hans Georg Berger desde 1978, passa vários períodos em sua casa em Santa Caterina, na ilha de Elba, onde escreve vários dos seus livros e se deixa fotografar.
Uma estadia na Villa Medici de 1987 a 1989, ao mesmo tempo que Eugène Savitzkaya e Mathieu Lindon, foi base para o seu romance L'Incognito. Mathieu Lindon relatará por sua vez esses anos em Roma no seu livro Hervelino, publicado em 2021.

### SIDA
Em janeiro de 1988, Guibert descobre que tem SIDA. Envolvido num ménage à trois com Thierry Jouno (que também morreria de SIDA, pouco depois dele, em 14 de julho de 1992) e com a companheira deste Christine (com quem Thierry tinha dois filhos), Hervé Guibert casa-se em segredo com Christine em 15 de junho de 1989, no que seria um casamento de amor e razão, porque amava os dois e porque queria que herdassem todos os seus bens.
Em 1990, revelou que era seropositivo ao publicar o seu livro À l'ami qui ne m'a pas sauvé la vie, um romance autobiográfico que o tornou conhecido junto do grande público. Com esta obra, inaugura-se uma trilogia que inclui Protocole compassionnel et L'Homme au chapeau rouge.
Nesse mesmo ano, foi convidado de Bernard Pivot no programa literário Apostrophes. No seu último livro Citomegalovírus, descreve a evolução diária da sua doença.
Em 1991, realiza com ajuda do produtor Pascale Breugnot, filme La Pudeur ou l'Impudeur, que lhe esgota o que resta das suas forças. O filme ficaria concluído algumas semanas antes da morte de Guibert e seria transmitido na televisão no dia 30 de janeiro de 1992.
Infetado pelo citomegalovírus, tentou suicidar-se um dia antes de completar 36 anos, tomando digitoxina. Morreria duas semanas depois, no dia 27 de dezembro de 1991no hospital Antoine-Béclère, em consequência da intoxicação. Está enterrado no cemitério do Rio nell'Elba, na costa leste da ilha de Elba. Em sua memória, foi erguida uma estela cúbica com o seu nome no Jardim da Memória, perto da Ermida de Santa Caterina.

## Obra literária
Os textos de Hervé Guibert são caracterizados por uma procura da simplicidade e da clareza. O seu estilo evoluiu sob a influência das suas leituras (Roland Barthes, Bernard-Marie Koltès ou mesmo Thomas Bernhard, este último marcando abertamente o estilo do romance A l'ami qui ne m'a pas sauvé la vie).
Hervé Guibert compõe romances curtos com capítulos de poucas páginas, muitas vezes baseados em factos biográficos transformados em ficção. O enredo é brutalmente sincero (como em Mes parents), o vocabulário é por vezes elaborado e as descrições de tortura ou amor são carnalmente cruas.
Trabalhou com Patrice Chéreau no guião do filme L'Homme blessé, pelo qual ganhou um César para o melhor guião em 1984. Foi amigo de Sophie Calle. Como jornalista, desde 1973, colaborou em vários artigos e entrevistou artistas como Isabelle Adjani, Zouc ou Miquel Barceló (que o retratou em mais de 25 desenhos). Escreveu críticas de fotografia e cinema ao serviço do departamento cultural do jornal Le Monde até 1985.

### Retrospetivas de fotografia
Em 2011, a Maison Européenne de la Photographie organizou a primeira retrospetiva da obra fotográfica de Hervé Guibert. Paralelamente a esta exposição, as edições Gallimard publicaram um livro que apresenta mais de 200 das suas fotografias tiradas entre 1976 e 1991.
Em 2018, a exposição Les Palais des monstres desejáveis na galeria Les Douches reúne fotografias de jovens coligidas por Christine Guibert e Agathe Gaillard.
Em 2019, foi realizada uma retrospectiva na Fundação Loewe em Madrid.

## Obras

### Romances
- Les Chiens, Les Éditions de Minuit, Paris, 1982, 36 p.
- Voyage avec deux enfants, Les Éditions de Minuit, Paris, 1982, 121 p.
- Les Lubies d'Arthur, Les Éditions de Minuit, Paris, 1983, 117 p.
- Des Aveugles, Éditions Gallimard, Paris, 1985, 140 p.
- Mes parents, Éditions Gallimard, Paris, 1986, 170 p.
- Vous m'avez fait former des fantômes, Éditions Gallimard, Paris, 1987, 207 p.
- Les Gangsters, Les Éditions de Minuit, Paris, 1988, 108 p.
- Fou de Vincent, Les Éditions de Minuit, Paris, 1989, 85 p.
- L'Incognito, Éditions Gallimard, Paris, 1989, 226 p.
- À l'ami qui ne m'a pas sauvé la vie, Éditions Gallimard, Paris, 1990, 265 p. Prémio Colette 1990.
- Le Protocole compassionnel, Éditions Gallimard, Paris, 1991, 226 p.
- Mon valet et moi: romance cocasse, Éditions du Seuil, Paris, 1991, 89 p.
- L'Homme au chapeau rouge, Gallimard Editions, Paris, 1992, 153 p.
- Le Paradis, Éditions Gallimard, Paris, 1992, 140 p.

### Coletâneas
- La Mort propagande, R. Deforges, Paris, 1977, 137 p. Reed. Gallimard, Paris, 2009, 128 p.
- Les Aventures singulières, Les Éditions de Minuit, Paris, 1982, 120 p.
- Mauve le Vierge, Éditions Gallimard, Paris, 1988, 156 p.
- Vice, photographies de l'auteur, J. Bertoin, Paris, 1991, 101 p .- [16] p. de placas.ISBN 2-87949-004-9
- La Mort propagande : et autres textes de jeunesse, R. Deforges, Paris, 1991, 338 p. Reedição da obra de 1977, acompanhada de vários textos da juventude, escritos entre 1971 e 1978.
- La Piqûre d'amour : et autres textes; suivi de La Chair frais, Éditions Gallimard, Paris, 1994, 198 p.

### Outras publicações
- Hervé Guibert e Zouc, Zouc par Zouc, Balland, 1978 ; reed. Gallimard, 2006. Entrevistas a Zouc.
- Suzanne e Louise: roman-photo, Hallier, "Illustrations" Paris, 1980, [np ]
- L'Image fantôme, Les Éditions de Minuit, Paris, 1981, 173 p. [A Imagem Fantasma, Trad. Amândio Reis, Lisboa: BCF Editores, 2023, 200 p.]
- L'Homme blessé: scénario et notes, guião do filme de Patrice Chéreau, Les Éditions de Minuit, Paris, 1983, 199 p.
- Le Seul Visage, fotografias, Les Éditions de Minuit, Paris, 1984, 63 p.
- L'Image de soi ou l'Injonction de son beau moment?, William Blake & Co., Bordeaux, 1988
- Cytomégalovirus, journal d'hospitalisation, Éditions du Seuil, Paris, 1992, 92 p.
- Photographies, Edições Gallimard, Paris, 1993, 120 p.
- Vole mon dragon: théâtre, Editions Gallimard, «Le manteau d'Arlequin», Paris, 1994, 71 p.
- Enquête autour d'un portrait : sur Balthus, prefaciado por Éric de Chassey, Les Autodidactes, Paris, 1997, 44 p.
- Lettres d'Égypte : du Caire à Assouan, 19.., fotografias de Hans Georg Berger, Actes Sud, «Voir et dire», Arles, 1995, 70 p.
- La Photo, inéluctablement: recueil d'articles sur la photographie, 1977-1985, Éditions Gallimard, Paris, 1999, 520 p.
- Le Mausolée des amants: journal, 1976-1991, Éditions Gallimard, Paris, 2001, 435 p.
- Articles intrépides 1977-1985, Gallimard, Paris, 2008, 380 p.
- Hervé Guibert et Eugène Savitzkaya,[27] Lettres à Eugène, correspondance 1977-1987, Gallimard, Paris, 2013, 140 p.
- L’Autre Journal. Articles intrépides 1985-1986, Gallimard, Paris, 2015, 176 p.

## Prémios e distinções
- Prémio César de Melhor Guião Original de 1984, co-escrito com Patrice Chéreau, por L'Homme blessé, de Patrice Chéreau
- Prémio Fénéon 1985 pelo livro Des aveugles
- Prºemio Colette 1990 pelo livro À l'ami qui ne m'a pas sauvé la vie

## Homenagens

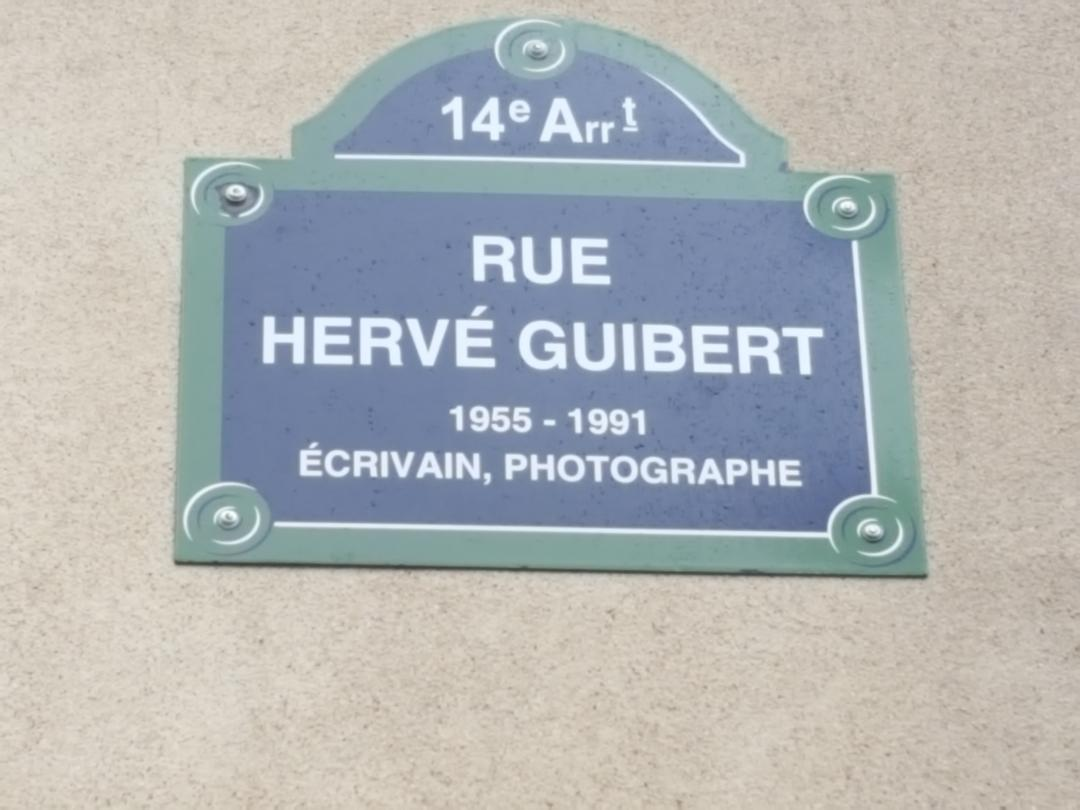
Placa da rua Hervé Guibert em Paris

Em 2013, a cidade de Paris decidiu criar a rua Hervé Guibert no 14º bairro.
Em 2018, Christophe Honoré fez dele um personagem na sua peça Les Idoles.
Em janeiro de 2021, o escritor Mathieu Lindon publicou Hervelino, livro em que homenageia a amizade entre os dois, iniciada em 1978 por intermédio de Michel Foucault, e em particular faz uma retrospetiva dos dois anos que passaram juntos no final da década de 1980 em Roma, onde ambos residiram na Villa Medici.
O conjunto da obra de Hervé Guibert despertou a admiração da autora Nina Bouraoui, em particular de Le Mausolée des amants, porque "nela detetamos todos os enredos dos seus outros romances, as suas fobias, os seus medos, deambulações, os seus personagens, incluindo Vincent, um dos seus amantes, e T., o homem da sua vida..."